# Lower Halstow
Lower Halstow es una parroquia civil y un pueblo del distrito de Swale, en el condado de Kent (Inglaterra).

## Geografía
Según la Oficina Nacional de Estadística británica, Lower Halstow tiene una superficie de 5,22 km².

## Demografía
Según el censo de 2001, Lower Halstow tenía 1215 habitantes (49,71% varones, 50,29% mujeres) y una densidad de población de 232,76 hab/km². El 22,96% eran menores de 16 años, el 72,76% tenían entre 16 y 74 y el 4,28% eran mayores de 74. La media de edad era de 37,24 años. Del total de habitantes con 16 o más años, el 20,09% estaban solteros, el 66,35% casados y el 13,57% divorciados o viudos.
El 97,04% de los habitantes eran originarios del Reino Unido. El resto de países europeos englobaban al 1,15% de la población, mientras que el 1,81% había nacido en cualquier otro lugar. Según su grupo étnico, el 98,76% eran blancos, el 0,66% mestizos y el 0,58% asiáticos. El cristianismo era profesado por el 79,03%, el hinduismo por el 0,33% y el sijismo por el 0,25%. El 15,13% no eran religiosos y el 5,26% no marcaron ninguna opción en el censo.
665 habitantes eran económicamente activos, 652 de ellos (98,05%) empleados y 13 (1,95%) desempleados. Había 463 hogares con residentes, 8 vacíos y 3 eran alojamientos vacacionales o segundas residencias.